# Aimón de Halberstadt
Haymo (Aimón en español) de Halberstadt (muerto el 28 de marzo de 853) fue un monje benedictino y teólogo alemán que sirvió como obispo de Halberstadt y escribió sobre materias religiosas.

## Biografía
Se desconocen la fecha exacta y el lugar de su nacimiento. En su juventud entró en la Orden de San Benito en el monasterio de Fulda, donde el célebre Rabano Mauro fue uno de sus compañeros de estudios; con él marchó al monasterio de San Martín de Tours para aprovechar las lecciones de su gran maestro, Alcuino de York. Tras una breve estancia en Tours, los dos amigos volvieron a la casa benedictina de Fulda, y allí pasó Haymo la mayor parte de su vida anterior a su promoción a la dignidad episcopal. Se convirtió en canciller en el monasterio, como prueban sus registros de transacciones, que aún se conservan. Es probable que, merced a sus grandes conocimientos, también se encargara de la enseñanza de la Teología en el mismo monasterio, si bien no hay ninguna prueba de ello. Vivió un corto tiempo en el monasterio benedictino de Hersfeld, tal vez como su abad, cuando en las últimas semanas de 840 fue nombrado obispo de Halberstadt. Antes de su promoción, su antiguo amigo, Rabano Mauro, le escribió De Universo en 22 libros como consejo para que le ayudara en sus tareas episcopales, y cumpliendo sus sugerencias Haymo quiso quedar al margen de la corte del rey Luis el Germánico y no enredarse en los asuntos del Estado, consagrado sólo al bienestar de su diócesis. La única asamblea pública a la que asistió fue el Concilio de Maguncia celebrado en 847 para mantener los derechos, privilegios e inmunidades eclesiásticas. Haymo murió el 26 de marzo de 853.

## Obras
Fue escritor prolífico, a pesar de que algunas obras le han sido atribuidas falsamente por tener un homónimo también escritor, Haymo de Auxerre. La mayor parte de sus obras auténticas son comentarios a las Sagradas Escrituras, de los cuales los siguientes han sido impresos: In Psalmos explanatio, In Isaiam libri tres, In XII Prophetas, In Epístolas Pauli omnes e In Apocalypsim libri septem. No es un comentarista original ni tampoco lo pretendía, como es propio en su época: simplemente repite o restringe las explicaciones bíblicas que encuentra ya escritas en la Patrística. Como un monje piadoso y fiel, observante de las recomendaciones de Rabano, escribe casi exclusivamente sobre el sentido moral y místico del texto sagrado. También es el autor de un Epítome o resumen de la Historia Eclesiástica de Eusebio de Cesarea, de gran número de sermones y de un trabajo místico, De amore patriae coelestis. Un pasaje de sus escritos en relación con la sagrada Eucaristía no muestra diferencias sustanciales entre su creencia con respecto a la presencia real y la de los teólogos católicos. Sus obras figuran en los volúmenes de CXVI-CXVIII de Jean Paul Migne, Patrología Latina. Algunas homilías una vez atribuidas a Haymo de Halberstadt, ahora se atribuyen a Haymo de Auxerre.